# Iteracja funkcji
Iteracja funkcji – złożenie funkcji z nią samą. Dla funkcji {\displaystyle f:X\to X}, czyli działania jednoargumentowego, jej {\displaystyle n}-tą iteracją nazywa się każdą funkcję postaci:
{\displaystyle f^{n}:=\underbrace {f\circ \ldots \circ f} _{n}.}
Powyższy wzór nie wymaga nawiasów, ponieważ składanie funkcji jest działaniem łącznym.

## Rola w matematyce
Za pomocą iteracji można definiować różne pojęcia matematyczne jak:
- inwolucja,
- idempotent,
- punkt okresowy,
- orbita.

W analizie matematycznej, konkretniej rachunku różniczkowym, używa się iteracji różniczkowania, zwanych pochodnymi wyższych rzędów. Na iteracjach opierają się niektóre metody numeryczne, np. rozwiązywania nieliniowych równań liczbowych jak metoda Newtona czy procedury oparte na twierdzeniu Banacha. Przez własności iteracji definiuje się też niektóre fraktale jak zbiory Julii czy Mandelbrota. Problem Collatza w teorii liczb dotyczy własności iteracji pewnej funkcji na zbiorze liczb naturalnych.